# Drets d'autor a Espanya
Els drets d'autor són el conjunt de normes jurídiques i principis morals que la llei concedeix als autors. S'adquireixen pel simple fet d'haver creat una obra, ja sigui literària, musical, científica o didàctica.

## Tipus de drets d'autor a Espanya
- Drets morals. Són aquells drets que es deriven del fet d'haver realitzat l'obra. No es poden renunciar ni transferir, sinó que són eterns i individuals.

- Drets d'explotació. Són aquells drets que corresponen de forma exclusiva a l'autor i que poden ser cedits.No es pot executar sense comptar amb una autorització prèvia i poden ser temporals, depenent del contracte. Les editorials i les discogràfiques són exemples d'empreses especialitzades en l'adquisició de drets.

## Duració dels drets d'autor a Espanya
La duració dels drets a Espanya dependrà de quins tipus de drets es tracti. Per una banda, els drets morals no s'extingeixen mai. Aquests són eterns, individuals i intransferibles i per això no caduquen mai.
D'altra banda, els drets d'explotació s'extingeixen amb el pas del temps i es converteixen en obres domini públic. A Espanya, la legislació marca que les obres passaran a ser de domini públic 70 anys després de la mort de l'autor. A partir d'aquí, tota empresa o individu les podrà utilitzar de forma totalment gratuïta. Excepcionalment, les meres fotografies s'extingeixen 25 anys després de la seva publicació (no de la mort de l'autor).

## Limitacions dels drets d'autor a Espanya
No obstant les lleis esmentades anteriorment, hi ha situacions en què l'autor perd els seus drets.Aquestes situacions són les següents.
- Còpia privada: es considera que si una persona compra una còpia legal té dret a fer una còpia d'aquell material per l'ús privat, sempre que aquesta obra no sigui transferida a cap altre individu.

- Citacions, ressenyes i il·lustració amb finalitats educatives o de recerca científica. Aquestes situacions són compensades econòmicament als autors a través de canons. També es pot fer una reproducció parcial (del 10%), que pot ser ampliat segons convenis. Per exemple, la Universitat de Barcelona té un conveni per penjar arxius parcialment compensant als autors.
- Compensació de préstec: quan s'adquireix una obra a la biblioteca l'administració pública (normalment Ajuntament) paguen una compensació econòmica als autors.
- Dret de citació: es poden incloure frases o fragments d'altres autors sempre hi quan sempre es citi la font.
- Preservació: obres destinades a aquelles biblioteques que tenen la finalitat de preservar.